# Liste öffentlicher Bücherschränke in Wien
Dieser Artikel enthält öffentliche Bücherschränke in Wien und erhebt keinen Anspruch auf Vollständigkeit.

## Statistik
Derzeit sind hier und in Wien 63 öffentliche Bücherschränke erfasst (Stand: 1. Juni 2025).

## Liste öffentlicher Bücherschränke gereiht nach Bezirk
| Bild | Ausführung                | Bezirk           | Seit          | Anmerkung | Lage                                                                                   |
| ---- | ------------------------- | ---------------- | ------------- | --- | -------------------------------------------------------------------------------------- |
|      | Bücherschrank             | Wien, 1. Bezirk  | 2022          | Ersatz für einen früheren Schrank in der Schottengasse 4 | ⊙ Helferstorferstraße 1, 1010 Wien                                                     |
|      | Telefonzelle              | Wien, 2. Bezirk  |               | „Lesefon“ | ⊙ Volkertplatz 1, 1020 Wien                                                            |
|      | Bücherregale              | Wien, 2. Bezirk  | 2017          | „WU Free Library“ | ⊙ WU-Campus, Welthandelsplatz 1, nahe Südportalstraße 5, 1020 Wien                     |
|      | Telefonzelle              | Wien, 2. Bezirk  |               | | ⊙ Campus Gertrude-Fröhlich-Sandner, Ecke Ernst-Melchior-Gasse/Am Tabor, 1020 Wien      |
|      | Telefonzelle              | Wien, 3. Bezirk  | 26. Aug. 2015 | Die Bücherzelle neben dem Eingang zum Nachbarschaftsgarten beim ehemaligen Flak-Feuerleitturm im Arenbergpark war als erste ihrer Art im Bezirk ein gemeinsames Projekt der Agendainitiative „Tauschen-Teilen-Reparieren im Dritten“ und des Gemeinschaftsgartens | ⊙ Dannebergplatz, 1030 Wien                                                            |
|      | Bücherregal aus Beton     | Wien, 4. Bezirk  | Sep. 2017     | Der am 7. Dezember 2017 im Anschluss an die Eröffnung der Weihnachtskrippe am selben Ort offiziell in Betrieb genommene Offene Bücherschrank aus Leichtbeton in Form des Wiedner Straßennetzes mit dem Namen „Stelldichein“ im Schleifmühlviertel in einer kleinen Grünanlage auf Höhe des Schuhgeschäfts „rosa mosa The Shop“ an der Mühlgasse entstand aus einer Zusammenarbeit der Agenda-Gruppe „Begegnung im Freihausviertel“ mit der TU Wien im Rahmen des Projekts „Zusammenwachsen TU&Wieden“ bzw. „Das 4. Ding“                                                                         | ⊙ Ecke Kühnplatz 5/Schleifmühlgasse 16, 1040 Wien                                      |
|      | Bücherregal aus Beton     | Wien, 4. Bezirk  | Nov. 2021     | Der Offene Bücherschrank aus Leichtbeton in Form des Wiedner Straßennetzes mit dem Namen „WiedenTausch“ beim Restaurant „Ristorante Pizzeria Ischia“ im Freihausviertel wurde am 14. Dezember 2021 offiziell eröffnet | ⊙ Mozartplatz 1, 1040 Wien                                                             |
|      | Bücherregal aus Beton     | Wien, 4. Bezirk  | 2020          | Der von der „Agenda Wieden“-Gruppe „Begegnung im Freihausviertel“ unter Anleitung von Mitarbeitern der TU Wien gebaute Offene Bücherschrank in Form des Straßennetzes der Wieden mit der Bezeichnung „Wieden-Buch“ am Südtiroler Platz West in der Nähe des Wiener Hauptbahnhofs wird von der Gruppe „Buntes Leben am Südtiroler Platz“ betreut | ⊙ Südtirolerplatz/Ecke Schelleingasse (gegenüber vom Andreas Hofer-Haus), 1040 Wien    |
|      | Bücherregal aus Beton     | Wien, 4. Bezirk  | 14. Dez. 2021 | Der von der „Agenda Wieden“-Gruppe „Begegnung im Freihausviertel“ unter Mitwirkung von Mitarbeitern der TU Wien im Winter 2020/2021 gebaute Offene Bücherschrank in Form des Straßennetzes der Wieden mit der Bezeichnung „WiedenTausch“ beim Zugang zur U-Bahn-Station Taubstummengasse der Linie U1 wird vom Tauschkreis „KAESCH“ betreut | ⊙ Mayerhofgasse 1 / Ecke Favoritenstraße, 1040 Wien                                    |
|      | Telefonzelle              | Wien, 4. Bezirk  | Mai 2021      | Die Bücherzelle („Offener Bücherschrank“) steht gegenüber der Haltestelle „Leibenfrostgasse“ der Buslinie 13A beim nordöstlichen Zugang zum Wanda-Lanzer-Park | ⊙ Ecke Phorusgasse/Leibenfrostgasse 10, 1040 Wien                                      |
|      | Bücherschrank             | Wien, 4. Bezirk  | 2017          | Der vom Verein „Kunstschaffen“ und den Künstlern Alex Stripes und Jürgen Engelmayr umgesetzte „Wiedner Bücherschrank“ steht bei der Pfarrkirche St. Elisabeth | ⊙ Sankt-Elisabeth-Platz 9, 1040 Wien                                                   |
|      | Telefonzelle              | Wien, 5. Bezirk  |               | „Scala Theater-Bücherschrank“ | ⊙ Wiedner Hauptstraße 108, 1050 Wien, vor dem Theater Scala                            |
|      | Metallschrank mit Glastür | Wien, 5. Bezirk  | Dez. 2011     | Der von Kaufleuten des 5. Bezirks gestiftete Offene Bücherschrank („Wort-Schatz – Offene Bibliothek Margareten“) steht parallel zur Strobachgasse vor dem Gastgarten des Restaurants „Bierometer 2“ | ⊙ Margaretenplatz 9, 1050 Wien                                                         |
|      | Telefonzellen             | Wien, 5. Bezirk  | 2023          | Zwei ausgediente Telefonzellen bei der Mittelschule Viktor-Christ-Gasse in der Nähe der Wiener Linien-Bushaltestelle „Bacherplatz“ wurden im Sommer 2023 vom Projekt „Agenda-Margareten“ zu Tausch-Zellen (davon eine für Bücher, die andere für „Kleidung, Spiele & andere Dinge“) umfunktioniert. | ⊙ Ramperstorffergasse 45, 1050 Wien                                                    |
|      | Bücherregal               | Wien, 6. Bezirk  |               | Der vom Verein für Leseförderung und Buchkultur „Wiener Bücherschmaus“ betreute „Offene Bücherschrank“ befindet sich beim Kursraum 8 im 2. Stock der Volkshochschule (VHS) Mariahilf Neubau Josefstadt; zugänglich während der Öffnungszeiten (Stand Mitte November 2024): Montag und Freitag von 09.00 bis 16.00h, Dienstag bis Donnerstag von 09.00 bis 19.00h. | ⊙ Damböckgasse 4, 1060 Wien                                                            |
|      | Bücherschrank             | Wien, 6. Bezirk  |               | Der vom Verein für Leseförderung und Buchkultur „Wiener Bücherschmaus“ betreute Offene Bücherschrank befindet sich gegenüber der Portierloge im Erdgeschoß vom Amtshaus Mariahilf (Bezirksvorstehung 6. Bezirk); zugänglich während der Öffnungszeiten (Stand September 2024): Montag bis Mittwoch sowie freitags von 07.30 bis 15.30 Uhr, Donnerstag von 07.30 bis 18.00h. | ⊙ Amerlingstraße 11, 1060 Wien                                                         |
|      | Bücherregal               | Wien, 6. Bezirk  |               | Das vom Verein für Leseförderung und Buchkultur „Wiener Bücherschmaus“ betreute Offene Bücherregal befindet sich in der Farbenfachhandlung Görbicz im Mariahilfer Bezirksteil Gumpendorf; zugänglich während der Öffnungszeiten (Stand September 2024): Montag bis Freitag von 08.30 bis 12.30 Uhr sowie von 14.30 bis 18.00h. | ⊙ Stumpergasse 54, 1060 Wien                                                           |
|      | Telefonzelle              | Wien, 6. Bezirk  | Juli 2023     | Die Idee zu der mit Zitaten von Stefan Zweig verzierten Bücherzelle („Bücherschrank“) beim Zugang zum Salettl im Schmalzhoftempelpark (bis Herbst 2022 „Loquaipark“) kam von der Anrainerin Christine Vogtenhuber und wurde von der Nachbarschaftsinitiative „Miteinander in Mariahilf“ und der Gebietsbetreuung realisiert. | ⊙ auf Höhe von Loquaiplatz 9, 1060 Wien                                                |
|      | Bücherregale              | Wien, 7. Bezirk  | 2019          | Offener Bücherschrank | ⊙ Ceija-Stojka-Platz, 1070 Wien                                                        |
|      | Stahl-Glas-Konstruktion   | Wien, 7. Bezirk  | 2010          | Ein Projekt von Frank Gassner, Außengestaltung Valie EXPORT. | ⊙ Zieglergasse / Westbahnstraße, 1070 Wien                                             |
|      | Stahl-Glas-Konstruktion   | Wien, 7. Bezirk  | 2020          | Initiative der Bezirksvorstehung Neubau. Design Heri&Salli, Herstellung STAHLUNDFORM und Grafik Sebastian Menschhorn | ⊙ gegenüber Volksschule Stiftgasse 35, 1070 Wien bei Vally-Wieselthier-Park, 1070 Wien |
|      | Büchertasche              | Wien, 8. Bezirk  |               | Büchertasche der Wiener Gebietsbetreuung | ⊙ Zeltgasse 7, 1080 Wien                                                               |
|      | Bücherbrett               | Wien, 8. Bezirk  |               | Die Bücher befinden sich unter dem Motto „Für die Abenteuer im Kopf: Lesestoff“ zur freien Entnahme im Café bzw. „Wohnzimmer“ des Musischen Zentrums Wien (MZW); zugänglich während der Öffnungszeiten (Stand Ende April 2025): Montag bis Freitag von 09.00 bis 17.00, samstags und sonntags geschlossen. | ⊙ Zeltgasse 7, 1080 Wien                                                               |
|      | Bücherschrank             | Wien, 8. Bezirk  | März 2013     | Der Offene Bücherschrank in der Nähe vom Spar-Supermarkt, den man von zwei Seiten (die Bildmontage zeigt beide) öffnen kann, wird seit Dezember 2023 vom „Grätzllabor Josefstadt“ unter dem Motto „Besuch beim Buch 1080“ betreut. | ⊙ Josef-Matthias-Hauer-Platz/Ecke Josefstädter Straße 64, 1080 Wien                    |
|      | Bücherschrank             | Wien, 8. Bezirk  | 26. März 2022 | Der vom Programm „Lokale Agenda Josefstadt“ bzw. Gwen Göltl betreute Offene Bücherschrank aus Eichenholz in der Nähe vom Wiener Gemeindebau „Maria-Franc-Hof“, den man von zwei Seiten (die Bildmontage zeigt beide) öffnen kann und der bei Nacht mit Solarpanelen beleuchtet wird, wurde von der Partei „NEOS“ initiiert und vom Verein „Asphalt-Piraten“ in Kooperation mit der Bezirksvorstehung Josefstadt organisiert. Der Schrank war im Herbst 2022 durch eine Sturmböe beschädigt worden und wurde nach einer Reparaturpause am 11. Jänner 2023 wieder am angestammten Ort aufgestellt. | ⊙ Hugo-Bettauer-Platz, Ecke Langegasse 21//Zeltgasse, 1080 Wien                        |
|      | Holzschrank               | Wien, 9. Bezirk  | 2016          | „Offene Bücherei Schubertviertel“ | ⊙ Sobieskiplatz, 1090 Wien                                                             |
|      | Bücherschrank             | Wien, 9. Bezirk  | 14. Juli 2022 | Der von Paul Papalecca gestaltete Bücherschrank („Um/Bruch“, die Bildmontage zeigt das Objekt von zwei Seiten) im Heinz-Heger-Park in der Nähe der Salvator-Apotheke ersetzt den 2011 von Frank Gassner errichteten und aufgrund der Umgestaltung des Platzes entfernten Schrank und soll auch an die homosexuellen Opfer der Nazi-Herrschaft erinnern. | ⊙ Zimmermannplatz 1, 1090 Wien                                                         |
|      | Telefonzelle              | Wien, 10. Bezirk | 10. Juni 2014 | Die am „Tag des Buches“ am 22. April 2023 wiedereröffnete Bücherzelle („Bücherkabine Fingergasse“) in einer Parkanlage in der Per-Albin-Hansson-Siedlung in der Nähe der Stinygasse ist eine Initiative vom Nachbarschaftsservice „wohnpartner“ | ⊙ Fingergasse 8 (Stiege 39), 1100 Wien                                                 |
|      | Bücherregal               | Wien, 10. Bezirk | 2020          | Das Offene Bücherregal steht bei der Nachbarschaftswand des Veranstaltungsraums „Gleis 21“ | ⊙ Bloch-Bauer-Promenade 22, 1100 Wien                                                  |
|      | Bücherschrank             | Wien, 10. Bezirk | 2020          | Der von der Imkerin Eva-Maria Beneder-Prettenhofer initiierte Offene Bücherschrank (Bücherfenster) befindet sich neben einer Filiale der Erste Bank in Oberlaa | ⊙ Oberlaaer Straße 74, 1100 Wien                                                       |
|      | Telefonzelle              | Wien, 11. Bezirk | 2011          | „Bücherkabine Leberberg“ | ⊙ Svetelskystraße 9, 1110 Wien                                                         |
|      | Telefonzelle              | Wien, 12. Bezirk | 25. Juni 2022 | Die nach einer Ausschreibung des Meidlinger Marktvereins mit Obmann Mario Schinner-Krendl (gemeinsam mit dem Red Carpet Art Award) von den beiden Wiener Künstlern Coco Wasabi und Gert Resinger gestaltete Bücherzelle („Lese-Ecke“) neben der Bushaltestelle „Niederhofstraße“ bzw. der öffentlichen Toilettenanlage am Marktplatz wurde im Sommer 2022 unter dem Motto „Telefonzelle der verbrannten Bücher“ offiziell eröffnet. | ⊙ Meidlinger Markt, 1120 Wien                                                          |
|      | Telefonzelle              | Wien, 13. Bezirk | 2017          | | ⊙ Lainzer Straße 141, 1130 Wien                                                        |
|      | Telefonzelle              | Wien, 13. Bezirk | 2020          | | ⊙ Am Platz 2, 1130 Wien                                                                |
|      | Telefonzelle              | Wien, 14. Bezirk | 22. März 2019 | Die Bücherzelle („Bücherschrank“) neben dem Matznerpark bzw. dem Gemeinschaftsgarten „Matznergarten“ wird von Bea Gulyn von der Initiative „Lebenswertes Matznerviertel“ betreut. | ⊙ Ecke Märzstraße/Matznergasse, 1140 Wien                                              |
|      | Telefonzelle              | Wien, 14. Bezirk |               | [ 51 ] | ⊙ Linzer Straße 232, 1140 Wien                                                         |
|      | Telefonzelle              | Wien, 14. Bezirk | 2022          | Bücherzelle Laurentiusplatz | ⊙ ggü. Laurentiusplatz 2 (hinter der Kirche), 1140 Wien                                |
|      | Telefonzelle              | Wien, 14. Bezirk | ca. 2023      | [ 52 ] | ⊙ Hackinger Straße 30/Ecke Hochsatzengasse, 1140 Wien                                  |
|      | Telefonzelle              | Wien, 14. Bezirk | ca. 2023      | [ 52 ] | ⊙ Flötzersteig/Ecke Schinaweisgasse, 1140 Wien                                         |
|      | Schrank                   | Wien, 15. Bezirk | ca. 2018      | Initiative von Werkstadt 15 | ⊙ Reindorfgasse 30, 1150 Wien                                                          |
|      | Schrank                   | Wien, 16. Bezirk | 2010          | Der Bücherschrank aus Metall und Acrylglas am Brunnenmarkt gegenüber einer Filiale des Supermarktes „Hofer“ (im Gebäude des ehemaligen Gasthauses „Zur Bretze“) ist ein Projekt von Frank Gassner. | ⊙ Ecke Brunnengasse 38 / Grundsteingasse 25, 1160 Wien                                 |
|      | Telefonzellen             | Wien, 16. Bezirk |               | Die beiden Bücher-Tausch-Zellen (die zweite wurde im Jänner 2024 zu einer solchen aus einer bestehenden ausrangierten Telefonzelle umfunktioniert) stehen beim Gemeinschaftsgarten (Grätzloase) „Summbrunnen“ im Ottakringer Brunnenviertel. | ⊙ Ecke Friedmanngasse/Haberlgasse 73, 1160 Wien                                        |
|      | Telefonzellen             | Wien, 16. Bezirk | 12. Mai 2014  | Eine der zwei vom Nachbarschafts-Service der Stadt Wien für Gemeindebauten „wohnpartner“ aufgestellten Bücherzellen („Offene Bücherkabine“) am Matteottiplatz bei der kommunalen Wohnhausanlage Sandleitenhof steht gegenüber dem Lokal „Espresso Matteotti“ (oberes Foto der Bildmontage), die andere wurde 2023 von der bulgarischen Künstlerin Denista Haralambova neugestaltet. | ⊙ Matteottiplatz, 1160 Wien                                                            |
|      | Telefonzelle              | Wien, 17. Bezirk |               | „Bücherzelle“ | ⊙ Kalvarienberggasse 41, 1170 Wien                                                     |
|      | Bücherregal               | Wien, 17. Bezirk | 2015          | „Bücherbox“ im Sozialcafé des Vereins „Start Up“; Montag bis Freitag 10 bis 17 Uhr, Samstag 10 bis 15 Uhr | ⊙ Hernalser Hauptstraße 116, 1170 Wien                                                 |
|      | Bücherschrank             | Wien, 18. Bezirk |               | Der Offene Bücherschrank steht neben einem Spielplatz beim öffentlichen WC | ⊙ Kutschkergasse 34, 1180 Wien                                                         |
|      | Bücherschrank             | Wien, 18. Bezirk |               | Der Offene Bücherschrank steht auf dem Marktplatz beim italienischen Bistro „Belli Delikatessen“ | ⊙ Johann-Nepomuk-Vogl-Platz, 1180 Wien                                                 |
|      | Büchertaschen             | Wien, 18. Bezirk | 2017          | Aktion der Wiener Gebietsbetreuung | ⊙ Johann-Nepomuk-Vogl-Platz, 1180 Wien                                                 |
|      | Bücherschrank             | Wien, 18. Bezirk | 26. März 2022 | Der Offene Bücherschrank steht an der Gersthofer Straße neben einer „Noodle King“-Filiale am sogenannten „Gersthofer Platzl“ bei der S-Bahn-Haltestelle Wien Gersthof. | ⊙ Gersthofer Markt / Marktplatz 1, 1180 Wien                                           |
|      | Bücherregale              | Wien, 19. Bezirk | 2016          | Die zwei Offenen Bücherregale im Eingangsbereich (Hausflur) des Heurigen „Friseurmüller“ in der Wiener Katastralgemeinde Salmannsdorf sind das Ergebnis einer Kooperation der Bezirksvorstehung Döbling mit der Kulturinitiative Neustift am Walde und Salmannsdorf; zugänglich während der Öffnungszeiten (Stand Juni 2023): Donnerstag bis Dienstag von 11.30 bis 24.00h, Sonn- und Feiertag 11.30 bis 22.00h (Mittwoch Ruhetag) | ⊙ Hameaustraße 30, 1190 Wien                                                           |
|      | Telefonzelle              | Wien, 21. Bezirk |               | Die im Winter 2022/2023 eröffnete Bücherzelle im Floridsdorfer Bezirksteil Stammersdorf steht bei der Volkshochschule (VHS) Neu-Stammersdorf, von der sie auch betreut wird. | ⊙ Ecke Theumermarkt / Brünner Straße 219/2a, 1210 Wien                                 |
|      | Bücherregal               | Wien, 22. Bezirk |               | Mittwoch bis Sonntag 10 – 18 Uhr, | ⊙ Dechantweg 8, Nationalparkhaus Lobau, 1220 Wien                                      |
|      | Schrank                   | Wien, 22. Bezirk |               | Montag bis Samstag 7 bis 18 Uhr, nur im Tausch gegen mitgebrachte Bücher | ⊙ Breitenleer Straße 268, 1220 Wien                                                    |
|      | Bücherregal               | Wien, 22. Bezirk | 2015          | Das Bücherregal („Nachbarschaftsregal“) und die Givebox in der Seestadt Aspern werden vom Stadtteil-Management betreut | ⊙ Hannah-Arendt-Platz 1, 1220 Wien                                                     |
|      | Telefonzelle              | Wien, 22. Bezirk | 17. Sep. 2021 | Die Bücherzelle steht im Stadtteil Aspern in der Nähe des Jugend-Treffpunkts „Jungen Box Aspern“ | ⊙ Asperner Heldenplatz, 1220 Wien                                                      |
|      | Telefonzelle              | Wien, 22. Bezirk |               | Die Bücherzelle steht am Vorplatz des Gemeindezentrums bei der evangelischen Bekenntniskirche im Stadtteil Hirschstetten | ⊙ Erzherzog-Karl-Straße 145, 1220 Wien                                                 |
|      | Bücherschrank             | Wien, 22. Bezirk |               | Der Bücherschrank steht in einem überdachten Bereich bei der „Grätzloase“ im Stadtteil Kagran. | ⊙ Meißauergasse 2a, 1220 Wien                                                          |
|      | Bücherregal               | Wien, 23. Bezirk | 2018          | Montag bis Freitag 6:00 – 20:30 Uhr, Samstag 6:00 – 18:30. Ursprünglich befand sich das Bücherregal im Obergeschoß, 2022 ist es in die Fußgängerebene übersiedelt. | ⊙ Anton-Baumgartner-Straße 44, Kaufpark Alterlaa, Mall (Fußgängerebene), 1230 Wien     |
|      | Telefonzelle              | Wien, 23. Bezirk |               | Die Bücherzelle beim Mistplatz Liesing ist werktags (Montag bis Samstag) von 07.00 bis 18.00h zugänglich. | ⊙ Seybelgasse 7, 1230 Wien                                                             |
|      | Telefonzelle              | Wien, 23. Bezirk |               | Die Bücherzelle befindet sich im Wiener Gemeindebezirk Liesing innerhalb der 2023 fertiggestellten BUWOG-Wohnanlage „Rivus Vivere“ in der Breitenfurter Straße bei einem Stiegenaufgang im Bereich der Hausnummern 231 und 233. | ⊙ Breitenfurter Straße 231/233, 1230 Wien                                              |
|      | Bücherschrank             | Wien, 23. Bezirk |               | Der Offene Bücherschrank befindet sich im Carré Atzgersdorf gegenüber vom „Seniorenschlössl Atzgersdorf“ im Wiener Gemeindebezirk Liesing. | ⊙ Gustav-Holzmann-Platz/gegenüber von Hödlgasse 19, 1230 Wien                          |

## Liste ehemaliger Bücherschränke
| Bild | Ausführung   | Ort              | Seit          | abgebaut (festgestellt) | Anmerkung | Lage                                                     |
| ---- | ------------ | ---------------- | ------------- | ----------------------- | --- | -------------------------------------------------------- |
|      | Telefonzelle | Wien, 3. Bezirk  | 29. Sep. 2022 | 2025                    | Die in Folge der Umgestaltung des Kardinal-Nagl-Parks beim dortigen Pavillon aufgestellte und vom lokalen Grätzllabor betreute Bücherzelle („Kunst- und Bücherbox“) wurde nach mehreren Reparaturen aufgrund von wiederholtem Vandalismus schlussendlich endgültig entfernt. | ⊙ Kardinal-Nagl-Platz 5/4, 1030 Wien                     |
|      | Schrank      | Wien, 23. Bezirk | Aug. 2017     | 2024                    | Der durch den Verein FZA initiierte und von den ART23-Künstlern Werner Veith und Peter Daurer bemalte Offene Bücherschrank befand sich zur Eröffnung Mitte August 2017 im Literarischen Garten am F23.Holzplatz, wurde dann knapp ein Monat später anlässlich der ART23-Kunstmesse neben dem Eingang der ehemaligen Sargfabrik Atzgersdorf (heute Kulturinitiative „F23 - wir.fabriken.kultur“) aufgestellt und schließlich 2022 vor das Ausweichlokal des Vereins im Johann-Radfux-Hof verlegt. Im Frühjahr 2024 wurde der Schrank angezündet und danach entfernt. | ⊙ Breitenfurter Straße 176, Ecke Gastgebgasse, 1230 Wien |
|      | Bücherregale | Wien, 4. Bezirk  | Nov. 2016     | 1. Juni 2025            | Die beiden Offenen Bücherregale („Libro“) befinden sich in einer Nische vor dem Lokal „KulturRaum Neruda“ | ⊙ Margaretenstraße 38, 1040 Wien                         |